# Leptotrema polyporum
Leptotrema polyporum är en lavart som beskrevs av Riddle 1923. Leptotrema polyporum ingår i släktet Leptotrema och familjen Thelotremataceae.   Inga underarter finns listade i Catalogue of Life.